# Selección de hockey patín masculino de España
La selección de hockey sobre patines de España es el equipo formado por jugadores de nacionalidad española, que representa a España a través de la Real Federación Española de Patinaje que la dirige, en las competiciones internacionales organizadas por la FIRS (Campeonato del Mundo) y la CERS (Campeonato de Europa).
Históricamente, está considerada como la mejor selección del mundo de la especialidad. Ha logrado cinco títulos mundiales y siete europeos de manera consecutiva. Fruto de este dominio, ha liderado de manera indiscutible el ranking de selecciones nacionales por muchos años, encontrándose actualmente en la primera posición del mismo. Además, es la selección deportiva española más laureada, con 19 títulos continentales y 18 Campeonatos del Mundo.
El periodo en el que Carlos Feriche fue seleccionador (2005-2013) el equipo español se mantuvo invicto en los 53 partidos que disputó.
La mayoría de jugadores que representan a la selección provienen de Cataluña, donde hay un mayor número de licencias y clubes.

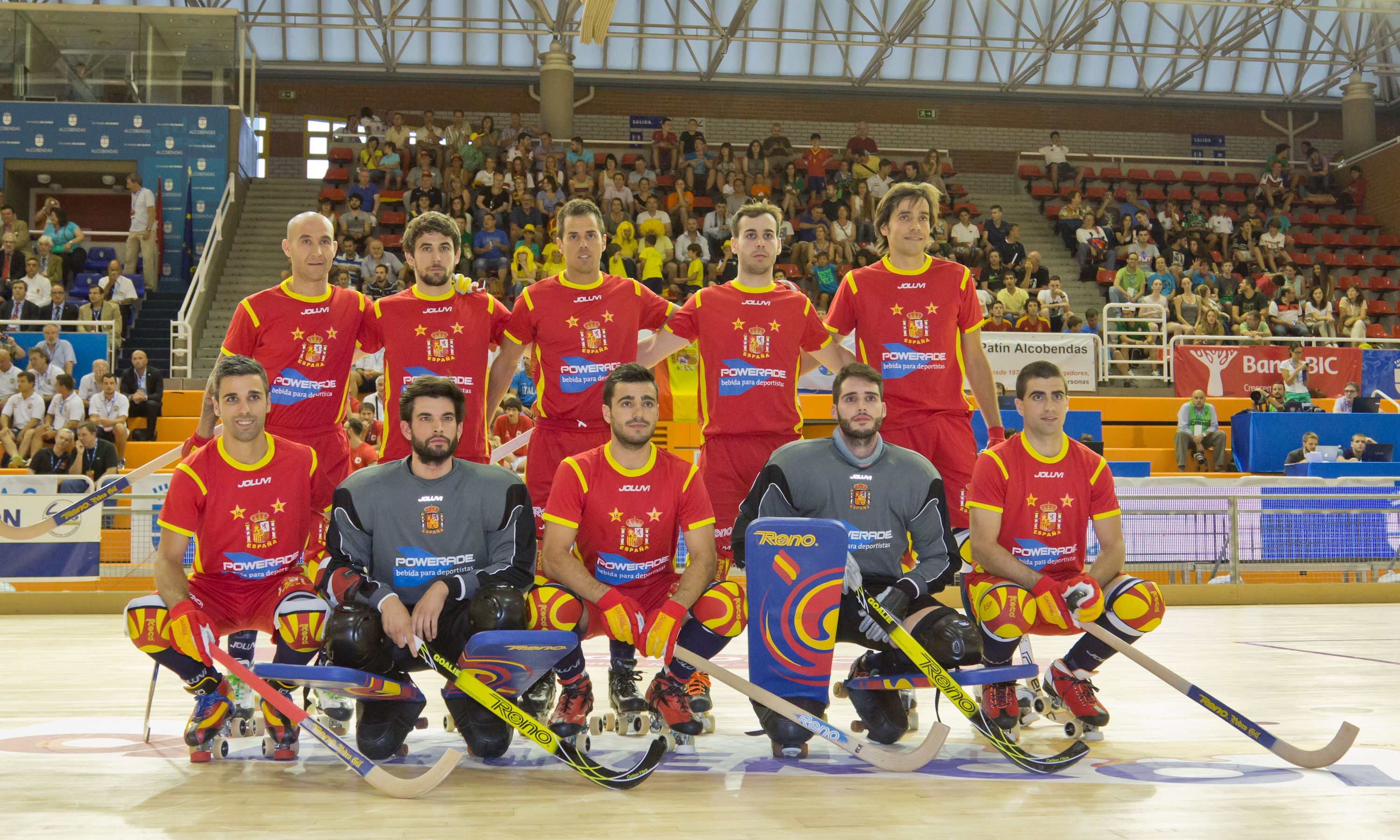
Selección española en el europeo de Alcobendas 2014.

La Selección de hockey patín masculino de España y la Selección femenina de hockey sobre patines de España han sido propuestas para el Premio Princesa de Asturias de los Deportes y en varias ocasiones han sido finalistas sin conseguirlo.

## Palmarés
- Juegos Olímpicos
  -  Subcampeón (1): Barcelona 1992 (deporte de exhibición)
- Campeonato del Mundo
  -  Campeón (18): 1951, 1954, 1955, 1964, 1966, 1970, 1972, 1976, 1980, 1989, 2001, 2005, 2007, 2009, 2011, 2013, 2017, 2024.
  -  Subcampeón (12): 1949, 1956, 1958, 1960, 1968, 1974, 1978, 1982, 1986, 1988, 1999, 2015.
  -  Tercer puesto (8): 1947, 1952, 1953, 1962, 1995, 1997, 2003, 2019.
- Campeonato de Europa
  -  Campeón (19): 1951, 1954, 1955, 1957, 1969, 1979, 1981, 1983, 1985, 2000, 2002, 2004, 2006, 2008, 2010, 2012, 2018, 2021, 2023.
  -  Subcampeón (16): 1949, 1956, 1959, 1961, 1963, 1965, 1967, 1971, 1973, 1975, 1977, 1987, 1990, 1994, 1998, 2014.
  -  Tercer puesto (6): 1947, 1952, 1953, 1992, 1996, 2016.
- Copa de las Naciones
  -  Campeón (16): 1952, 1957, 1959, 1960, 1975, 1976, 1978, 1980, 1991, 1995, 1999, 2000, 2001, 2003, 2005, 2007.
  -  Subcampeón (12): 1955, 1956, 1958, 1963, 1965, 1968, 1973, 1997, 2009, 2011, 2013, 2015.
  -  Tercer puesto (2): 1994, 2017.
- Copa Latina
  -  Campeón (2): 1958, 1963.
  -  Subcampeón (4): 1959, 1960, 1961, 1962.
  -  Tercer puesto (2): 1956, 1957.

- Juegos Mediterráneos
  -  Subcampeón (1): 1955

## Categorías inferiores
| Selección Sub-23 - Europeo Sub-23: - Campeón (1): 2023. - Subcampeón (1): 2025. Selección Sub-20 - Mundial Sub-20: - Campeón (6): 2002, 2007, 2009, 2011, 2019, 2024. - Subcampeón (4): 2005, 2013, 2015, 2017. - Tercer puesto (1): 2022. Selección Sub-19 - Europeo Sub-19: - Campeón (24): 1955-56, 1957, 1962, 1964, 1966, 1968, 1972, 1973, 1978, 1979, 1981, 1984, 1987, 1989, 1995, 1996, 1997, 1998, 1999, 2001, 2003, 2004, 2006, 2018. - Subcampeón (18): 1953, 1960, 1969, 1970, 1971, 1975, 1976, 1991, 1993, 1994, 2000, 2003, 2005, 2008, 2012, 2014, 2021, 2023. - Tercer puesto (9): 1980, 1982, 1983, 1985, 1986, 1990, 1992, 2010, 2016. | Selección Sub-17 - Europeo Sub-17: - Campeón (22): 1990, 1991, 1993, 1994, 1995, 1996, 1997, 2001, 2002, 2003, 2004, 2006, 2007, 2010, 2011, 2012, 2016, 2018, 2019, 2021, 2022, 2023. - Subcampeón (13): 1983, 1984, 1987, 1998, 1999, 2000, 2005, 2009, 2014, 2015, 2017, 2024, 2025. - Tercer puesto (8): 1981, 1985, 1986, 1988, 1989, 1992, 2008, 2013. |

## Distinciones
| Distinción                                                     | Año        |
| -------------------------------------------------------------- | ---------- |
| Placa de Oro – Real Orden del Mérito Deportivo                 | 2006       |
| Galardón                                                       | Año        |
| Premio Nacional del Deporte «Mejor Selección Española del Año» | 1989, 2011 |

## Historial

### Campeonato del Mundo
Participaciones
La selección española ha participado en todas las ediciones del campeonato mundial, excepto en las dos primeras, disputadas antes de la Segunda Guerra Mundial.
| Año                 | Posición     | PJ           | PG           | PE           | PP           | GF           | GC           |              |
| ------------------- | ------------ | ------------ | ------------ | ------------ | ------------ | ------------ | ------------ | ------------ |
| Stuttgart, 1936     | No participó | No participó | No participó | No participó | No participó | No participó | No participó | No participó |
| Montreux, 1939      | No participó | No participó | No participó | No participó | No participó | No participó | No participó | No participó |
| Lisboa, 1947        | 3°           | 6            | 3            | 1            | 2            | 13           | 14           |              |
| Montreux, 1948      | 4°           | 8            | 5            | 1            | 2            | 48           | 13           |              |
| Lisboa, 1949        | 2°           | 7            | 5            | 0            | 2            | 30           | 19           |              |
| Milán, 1950         | 4°           | 9            | 5            | 1            | 3            | 34           | 20           |              |
| Barcelona, 1951     | 1°           | 10           | 9            | 1            | 0            | 72           | 10           |              |
| Oporto, 1952        | 3°           | 9            | 6            | 1            | 2            | 90           | 19           |              |
| Ginebra, 1953       | 3°           | 9            | 5            | 2            | 2            | 37           | 9            |              |
| Barcelona, 1954     | 1°           | 14           | 14           | 0            | 0            | 87           | 10           |              |
| Milán, 1955         | 1°           | 7            | 6            | 1            | 0            | 23           | 7            |              |
| Oporto, 1956        | 2°           | 10           | 7            | 2            | 1            | 49           | 6            |              |
| Oporto, 1958        | 2°           | 9            | 6            | 3            | 0            | 70           | 13           |              |
| Madrid, 1960        | 2°           | 9            | 8            | 0            | 1            | 56           | 8            |              |
| Santiago, 1962      | 3°           | 9            | 6            | 3            | 0            | 28           | 15           |              |
| Barcelona, 1964     | 1°           | 9            | 9            | 0            | 0            | 65           | 3            |              |
| São Paulo, 1966     | 1°           | 9            | 9            | 0            | 0            | 46           | 10           |              |
| Oporto, 1968        | 2°           | 9            | 7            | 1            | 1            | 57           | 12           |              |
| San Juan, 1970      | 1°           | 10           | 10           | 0            | 0            | 90           | 19           |              |
| La Coruña, 1972     | 1°           | 11           | 11           | 0            | 0            | 112          | 11           |              |
| Lisboa, 1974        | 2°           | 11           | 8            | 2            | 1            | 60           | 13           |              |
| Oviedo, 1976        | 1°           | 11           | 10           | 1            | 0            | 96           | 11           |              |
| San Juan, 1978      | 2°           | 11           | 10           | 0            | 1            | 88           | 20           |              |
| Talcahuano, 1980    | 1°           | 10           | 8            | 1            | 1            | 43           | 16           |              |
| Barcelos, 1982      | 2°           | 15           | 12           | 2            | 1            | 93           | 26           |              |
| Novara, 1984        | 4°           | 9            | 5            | 1            | 3            | 42           | 16           |              |
| Sertãozinho, 1986   | 2°           | 9            | 8            | 0            | 1            | 56           | 19           |              |
| La Coruña, 1988     | 2°           | 9            | 8            | 0            | 1            | 49           | 7            |              |
| San Juan, 1989      | 1°           | 8            | 7            | 0            | 1            | 62           | 10           |              |
| Oporto, 1991        | 6°           | 8            | 6            | 0            | 2            | 34           | 16           |              |
| Bassano, 1993       | 4°           | 7            | 4            | 1            | 2            | 41           | 17           |              |
| Recife, 1995        | 3°           | 8            | 6            | 0            | 2            | 42           | 11           |              |
| Wuppertal, 1997     | 3°           | 8            | 5            | 1            | 2            | 39           | 13           |              |
| Reus, 1999          | 2°           | 8            | 6            | 1            | 1            | 57           | 7            |              |
| San Juan, 2001      | 1°           | 5            | 4            | 1            | 0            | 33           | 5            |              |
| Oliveira, 2003      | 3°           | 6            | 5            | 0            | 1            | 29           | 9            |              |
| San José, 2005      | 1°           | 6            | 6            | 0            | 0            | 36           | 5            |              |
| Montreux, 2007      | 1°           | 6            | 6            | 0            | 0            | 42           | 3            |              |
| Vigo, 2009          | 1°           | 6            | 6            | 0            | 0            | 35           | 5            |              |
| San Juan, 2011      | 1°           | 6            | 6            | 0            | 0            | 41           | 11           |              |
| Luanda, 2013        | 1°           | 6            | 6            | 0            | 0            | 41           | 10           |              |
| La Roche S.Y., 2015 | 2°           | 6            | 5            | 0            | 1            | 37           | 10           |              |
| Nankín, 2017        | 1°           | 6            | 6            | 0            | 0            | 27           | 11           |              |
| Barcelona, 2019     | 3°           | 6            | 5            | 0            | 1            | 30           | 10           |              |
| San Juan, 2022      | 5°           | 6            | 4            | 1            | 1            | 41           | 11           |              |
| Novara, 2024        | 1°           | 6            | 4            | 2            | 0            | 31           | 10           |              |

Resultados
| País   | Campeón | Subcampeón | Tercero | Cuarto |
| ------ | ------- | ---------- | ------- | ------ |
| España | 18      | 13         | 8       | 3      |

### Campeonato de Europa
Resultados
| País   | Campeón | Subcampeón | Tercero | Cuarto |
| ------ | ------- | ---------- | ------- | ------ |
| España | 19      | 16         | 6       | 2      |

### Copa Latina
Resultados de la selección absoluta
| País   | Campeón | Subcampeón | Tercero | Cuarto |
| ------ | ------- | ---------- | ------- | ------ |
| España | 2       | 4          | 2       | 0      |

En total España ha obtenido 12 campeonatos, 9 subcampeonatos y 7 terceros puestos, incluyendo las ediciones disputadas por selecciones Sub-20 o Sub-23.

### Copa de las Naciones
Resultados
| País   | Campeón | Subcampeón |
| ------ | ------- | ---------- |
| España | 16      | 11         |

## Plantilla
| Jugador           | Club                    |
| ----------------- | ----------------------- |
| Carles Grau       | Barça                   |
| Candid Ballart    | Reus Deportiu Virginias |
| César Carballeira | Deportivo Liceo         |
| Nil Roca          | SL Benfica              |
| Xavier Barroso    | Barça                   |
| Pau Bargalló      | Barça                   |
| Ignacio Alabart   | Barça                   |
| Marc Grau         | Barça                   |
| Sergi Aragonès    | Reus Deportiu Virginias |
| Martí Casas       | Reus Deportiu Virginias |

- Entrenador: Pere Varias